# Loftus
Loftus – miasto w Anglii, w hrabstwie ceremonialnym North Yorkshire, w dystrykcie (unitary authority) Redcar and Cleveland. Leży 68 km na północ od miasta York i 343 km na północ od Londynu. Miasto liczy 7050 mieszkańców.